# Banjšice (Vogelschutzgebiet)
Das europäische Vogelschutzgebiet Banjšice liegt auf dem Gebiet der Stadtgemeinde Nova Gorica im Westen Sloweniens. Das etwa 31 km² große Gebiet umfasst ein Plateau im Hochkarst mit schütterer Vegetation in den höheren Lagen und einem Mosaik aus Wiesen und Wäldern in den tieferen Bereichen. Der Ziegenmelker hat hier die höchste Populationsdichte in Europa.

## Schutzzweck
Folgende Vogelarten sind für das Gebiet gemeldet; Arten, die im Anhang I der Vogelschutzrichtlinie geführt sind, sind mit * gekennzeichnet:
| Bild          | Anhang I | EU Code | Art           | wissenschaftlicher Name |
| ------------- | -------- | ------- | ------------- | ----------------------- |
| Steinadler    | *        | A091    | Steinadler    | Aquila chrysaetos       |
| Ziegenmelker  | *        | A224    | Ziegenmelker  | Caprimulgus europaeus   |
| Gänsegeier    | *        | A078    | Gänsegeier    | Gyps fulvus             |
| Neuntöter     | *        | A338    | Neuntöter     | Lanius collurio         |
| Heidelerche   | *        | A246    | Heidelerche   | Lullula arborea         |
| Wespenbussard | *        | A072    | Wespenbussard | Pernis apivorus         |